# День седьмого адара
День Седьмого адара — в еврейской культуре годовщина смерти Моисея согласно традиции или календарным вычислениям. По раввинскому преданию, 7-й день адара является также днём смерти Моисея.
Использовавшие раввинами тексты: Втор. 34:8; Нав. 1:1; 3:2; 4:19; трактаты «Мегиллат Таанит» (последняя глава) и «Кидушин» (38 и др. места).

## Исторические записи
Еврейский историк I века Иосиф Флавий относил смерть Моисея к первому дню месяца адара.
День седьмого адара упоминается вместе с упразднёнными постными днями в «Тур», Орах-Хаим, § 580, и в ритуальном сочинении «Кол-Бо»; но законоучитель XVI века Иосиф Каро в своём комментарии заявляет, что ему неизвестно, соблюдались ли эти посты.
В XVII веке в Турции и Италии, а позже и в Северной Европе у благочестивых евреев вошло в обычай поститься в этот день и читать отрывки из Мидраша, посвящённые жизни и смерти Моисея и собранные в отдельный сборник молитв «Тиккун» венецианским раввином, родом из Гамбурга, Самуилом Абоабом (1610—1694).